# Oxynoemacheilus theophilii
Oxynoemacheilus theophilii es una especie de peces de la familia Balitoridae en el orden de los Cypriniformes.

## Morfología
• Los machos pueden llegar a alcanzar los 6,6 cm de longitud total.

## Distribución geográfica
Se encuentra en Grecia (Lesbos) y Turquía.

## Hábitat
Es un pez de agua dulce.